# 日本地方新聞協会
一般社団法人日本地方新聞協会（にほんちほうしんぶんきょうかい、JLNA;Japan Local Newspaper Association）は、東京都新宿区四谷に本部を置く一般社団法人。日本の地方紙各社が加盟し、内閣府が所管している。
地方新聞の倫理水準を向上し、公共の利益を擁護するとともに、地方の文化の発展に寄与することを目的としている。

## 歴史
1950年（昭和25年）5月2日設立。

## 加盟紙

### 会員
- マメタイムス社（マメタイムス） - 福島県須賀川市
- 都政新聞（都政新聞） - 東京都新宿区
- 国際新聞社（国際新聞） - 東京都杉並区
- 都政新報社（都政新報） - 東京都新宿区
- アアムス（アアムスチャップリン） - 東京都板橋区
- 議会新聞社（議会新聞） - 東京都港区
- 町田タイムズ社（武相新聞） - 東京都町田市
- 都政情報社（都議会情報） - 東京都新宿区
- THE NEWS（THE NEWS） - 東京都練馬区
- 滋賀報知新聞社（滋賀報知新聞） - 滋賀県東近江市
- 東洋通信社（月刊日本新報） - 山口県下関市
- 市政ジャーナル（市政ジャーナル） - 山口県下関市
- 長崎政治経済新聞社（長崎政治経済新聞） - 長崎県佐世保市
- 宮古新報（宮古新報） - 沖縄県宮古市

### 準会員
- 公民新聞（公民新聞） - 東京都港区
- ビークルフォトプレス（ビークルフォトプレス） - 東京都港区
- 報知写真新聞社（報知写真新聞） - 滋賀県東近江市
- 滋賀市民新聞社（滋賀市民新聞） - 滋賀県東近江市
- 滋賀報知通信社（報知電報通信） - 滋賀県東近江市
- カリセ（湖国とりびゅぬ） - 滋賀県東近江市
- 北九州速報通信社（北九州速報） - 山口県下関市